# Drymusa armasi
Drymusa armasi är en spindelart som beskrevs av Alayón 1981. Drymusa armasi ingår i släktet Drymusa och familjen Drymusidae.
Artens utbredningsområde är Kuba. Inga underarter finns listade i Catalogue of Life.